# Auscultazione
Semeiotica

"Esame obiettivo"

 · Ispezione

 · Palpazione

 · Percussione

 · Auscultazione

L'auscultazione è un sistema diagnostico che rientra nell'esame obiettivo con il quale con uno strumento apposito si procede all'ascolto di parti interne dell'organismo quali il cuore, i polmoni, la pleura, l'intestino e altri ancora.
Si utilizza per comprendere la presenza di molte malattie, fra cui quelle respiratorie, grazie alle caratteristiche dei suoni riscontrati: frequenza, intensità, durata e qualità.

## Storia

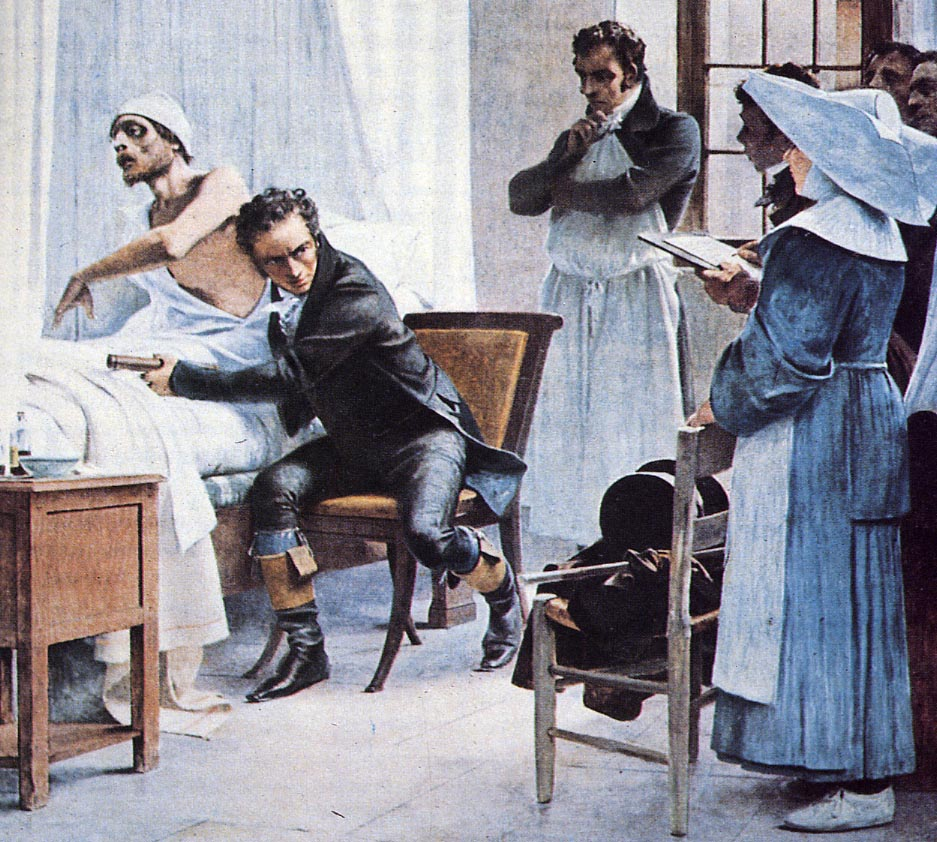
Dipinto che mostra il medico francese René-Théophile-Hyacinthe Laennec all'atto dell'esame di auscultazione

L'esame e il termine furono coniati dal medico francese René Laennec (1781-1826); un tempo molto utilizzata, attualmente è in fase di declino per l'introduzione di nuovi strumenti diagnostici.

## Strumenti
Si utilizza uno stetofonendoscopio, anche se in tempi recenti le forme elettroniche - dove l'auscultazione di ogni rumore, anche il più piccolo, viene osservato - hanno preso il posto alla forma iniziale, utilizzata dai soli medici.